# Liptód
Liptód là một thị trấn thuộc hạt Baranya, Hungary. Thị trấn này có diện tích 14,99 km², dân số năm 2010 là 209 người, mật độ 14 người/km².